# Humanitaryzm uboju

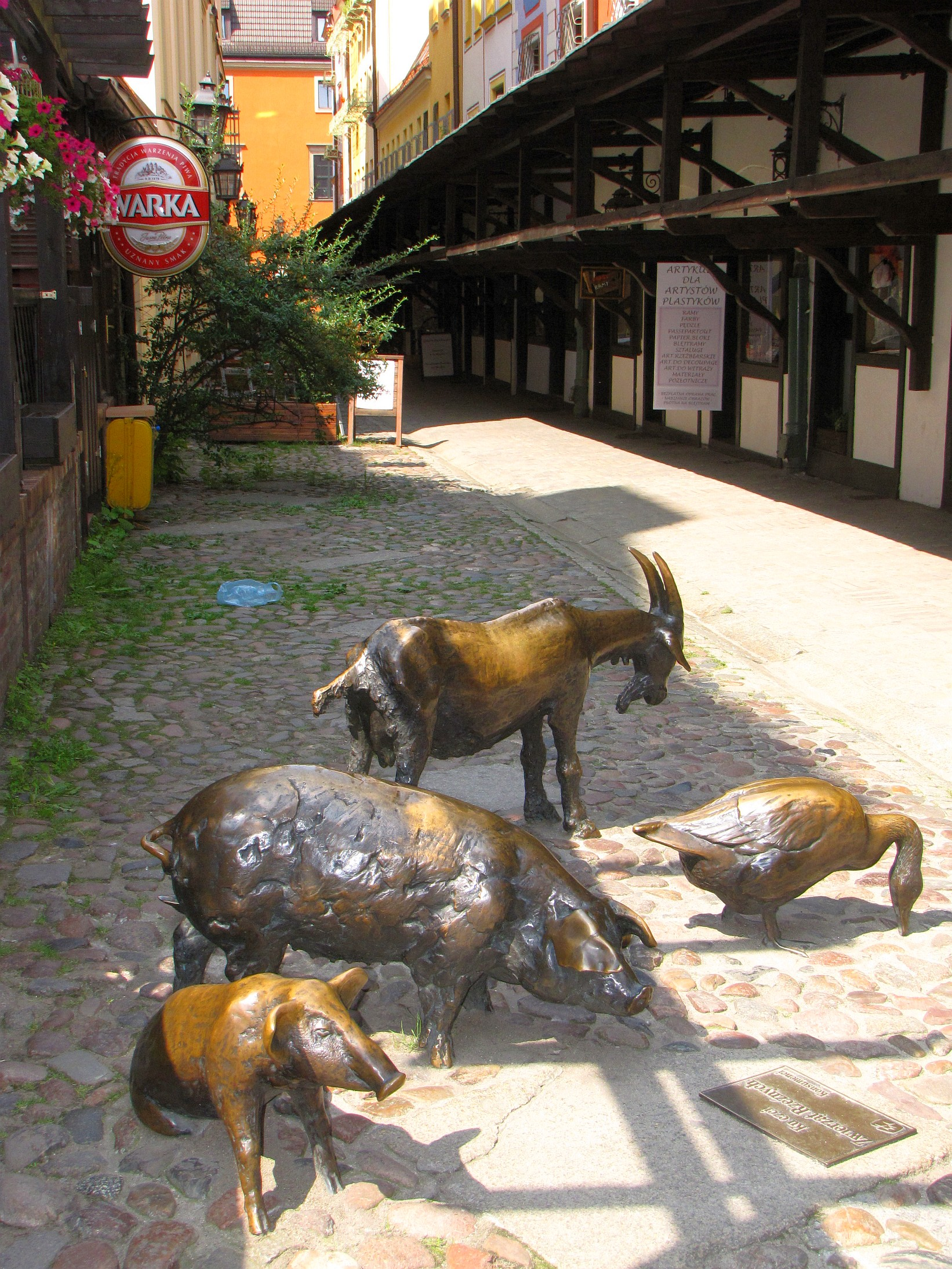
Pomnik „Ku czci Zwierząt Rzeźnych” we Wrocławiu

Humanitaryzm uboju – zespół działań mających na celu zapewnienie zwierzętom w procesie uboju maksymalnego dobrostanu, przez co należy rozumieć oszczędzanie wszelkiego rodzaju bólu, cierpienia oraz niepokoju.
Sprawę humanitarnego uboju zwierząt reguluje rozporządzenie Unii Europejskiej nr 1099/2009 w sprawie ochrony zwierząt w procesie ich uśmiercania. W myśl przepisu zwierzęta podczas transportu do ubojni, magazynowania przedubojowego, przepędu i pozbawiania życia należy traktować humanitarnie. Powyższe nie dotyczy uboju rytualnego wykonywanego ze względu na różnego rodzaju niehumanitarne obyczaje religijne czy wynaturzenia kulturowe. Przepis zobowiązuje ubojnie do tworzenia procedur postępowania ze zwierzętami celem zapewniania im dobrostanu. Procedury takie winny być zawarte w księdze dobrej praktyki.
Zwierzętom należy zapewnić fizyczny komfort i ochronę (czystość, temperatura, zapobieganie upadkom i potknięciom, jak również urazom), przetrzymywanie w warunkach uwzględniających ich zwyczajne zachowania, warunki, w jakich nie wykazują oznak niepotrzebnego bólu, strachu i nietypowego zachowania, zapewnianie odpowiednich racji pokarmu i wody oraz eliminację kontaktu z innymi zwierzętami, który mógłby wpłynąć negatywnie na ich dobrostan. Zabronione jest jakiekolwiek znęcanie się nad zwierzętami, przepęd z użyciem twardych narzędzi, wykręcanie ogonów czy ciągnięcie za uszy. Poganiacze elektryczne można stosować tylko na mięśnie zadu, nie dłużej niż przez czas jednej sekundy i prądem o napięciu nie większym niż 12 V. Zalecany jest natomiast przepęd z użyciem ruchomych ścianek i ręcznych płyt ograniczających. Zapewnić należy stały dostęp do wody pitnej, a powyżej dwunastu godzin przetrzymywania także karmę. 
Do oszałamiania stosować należy dwutlenek węgla w stężeniu nie mniejszym niż 80% lub elektryczność, np. w przypadku świń w natężeniu 1,3 A i 50 kHz (czas ekspozycji nie może być krótszy niż 3 sekundy, a kleszcze oszałamiające muszą być czyste). Skuteczność oszałamiania musi być stale monitorowana przez osobę kłującą. Zabronione jest kłucie zwierząt świadomych. Osoby wykonujące ubój winny się wykazywać świadectwem kwalifikacji lub dokonywać uboju pod kierunkiem osoby posiadającej takie świadectwo.